# Bethlehem Steel Football Club
El Bethlehem Steel Football Club fue un equipo de fútbol de los Estados Unidos de la ciudad de Bethlehem, Pensilvania. El club fue uno de los equipos más exitosos en su época en los Estados Unidos, manteniendo hasta el día de hoy el récord con más National Challenge Cup, con cinco títulos.

## Historia
En noviembre de 1907, disputó su primer partido de carácter oficial ante West Hudson A.A., que perdió por 11-2. En 1913, la empresa Bethlehem Steel creó el primer estadio para la práctica del fútbol. Cambian el nombre en 1914 de Bethlehem Steel a Bethlehem Steel Football Club. El club desapareció en 1930.

## Temporadas

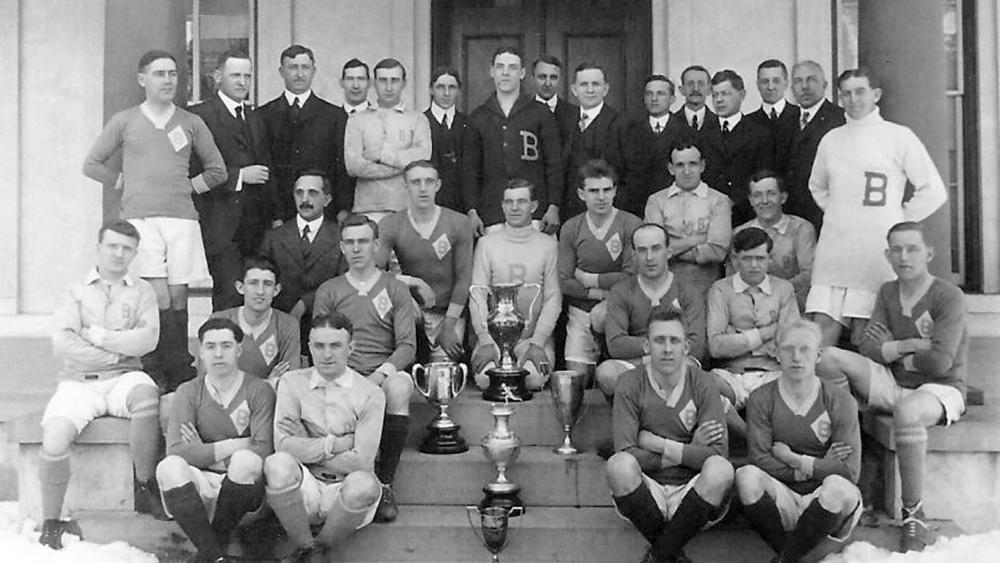
Bethlehem Steel Football Club en 1915.

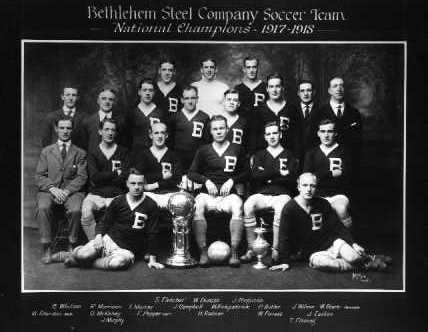
Plantel del club que ganó el torneo en 1917/18.

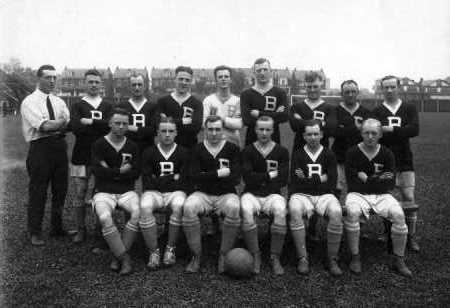
Bethlehem Steel F.C. en junio de 1921.

| Año     | Torneo                      | Temp. regular               | Playoffs                    | National Challenge Cup      | Copa Americana              |
| ------- | --------------------------- | --------------------------- | --------------------------- | --------------------------- | --------------------------- |
| 1911/12 | AAFBA                       | -                           | Subcampeón                  | -                           | -                           |
| 1912/13 | AAFBA                       | 1º                          | Campeón (sin playoff)       | -                           | -                           |
| 1913/14 | AAFBA                       | 1º                          | Campeón (sin playoff)       | Tercera ronda               | Campeón                     |
| 1914/15 | ALAFC                       | 1º                          | Campeón (sin playoff)       | Campeón                     | Semifinales                 |
| 1915/16 | ALP                         | 2º                          | -                           | Campeón                     | Campeón                     |
| 1916/17 | -                           | -                           | -                           | Subcampeón                  | Campeón                     |
| 1917/18 | NAFBL                       | 2º                          | -                           | Campeón                     | Campeón                     |
| 1918/19 | NAFBL                       | 1º                          | Campeón (sin playoff)       | Campeón                     | Campeón                     |
| 1919/20 | NAFBL                       | 1º                          | Campeón (sin playoff)       | Cuartos de final            | Semifinales                 |
| 1920/21 | NAFBL                       | 1º                          | Campeón (sin playoff)       | Segunda ronda               | Semifinales                 |
| 1921/22 | ver Philadelphia Field Club | ver Philadelphia Field Club | ver Philadelphia Field Club | ver Philadelphia Field Club | ver Philadelphia Field Club |
| 1922/23 | ASL                         | 2º                          | -                           | Tercera ronda               | Segunda ronda               |
| 1923/24 | ASL                         | 2º                          | -                           | Semifinales                 | Campeón                     |
| 1924/25 | ASL                         | 2º                          | -                           | -                           | -                           |
| 1925/26 | ASL                         | 4º                          | -                           | Campeón                     | -                           |
| 1926/27 | ASL                         | 1º                          | Campeón (sin playoff)       | Semifinales                 | -                           |
| 1927/28 | ASL                         | 2º; 4º                      | Semifinales                 | Primera ronda               | -                           |
| 1928/29 | ASL                         | -                           | -                           | -                           | -                           |
| 1928/29 | ESL                         | 1º                          | Campeón (sin playoff)       | Cuartos de final            | -                           |
| 1929    | ESL                         | 1º                          | Campeón (sin playoff)       | -                           | -                           |
| 1930    | ACL (ASL)                   | 7º                          | -                           | Semifinales                 | -                           |

## Jugadores destacados
- Tommy Fleming
- Findlay Kerr
- Alex Massie
- Robert Millar
- Harry Ratican
- Archie Stark

## Entrenadores

### Cronología de los entrenadores
- Harry Trend (1909).
- Carpenter (1913).
- William Sheridan (desconocido - 1924).
- Jimmy Easton (1924 - desconocido).
- William Sheridan (1930).

## Palmarés

### Torneos nacionales
- American Cup (6): 1914, 1916, 1917, 1918, 1919, 1924.
- National Challenge Cup (5):[2] 1915, 1916, 1918, 1919, 1926.
- American Soccer League (1): 1926/27.
- Eastern Professional Soccer League (2): 1928/29, 1929.
- National Association Football League (3): 1918/19, 1919/20, 1920/21.
- Allied American FootBall Association (2): 1912/13, 1913/14.
- American Soccer League of Philadelphia (1): 1914/15.